# Cestrum peruvianum
Cestrum peruvianum är en potatisväxtart som beskrevs av Carl Ludwig von Willdenow, Roemer och Schultes. Cestrum peruvianum ingår i släktet Cestrum och familjen potatisväxter. Inga underarter finns listade i Catalogue of Life.